# Léonie Adams
Leonie Adams (New York, 1899 – 27 giugno 1988) è stata una poetessa statunitense.

## Biografia
Tra le sue opere si ricordano I non eletti (Those not elect, 1925), Falcone alto (High falcon, 1929), Questa misura (This measure, 1933) e Poesie scelte (Poems: a selection, 1954).
Le opere della Adams si caratterizzarono, principalmente nelle composizioni brevi, per una notevole purezza espressiva.
La critica letteraria scrisse di lei: «Avrebbe un più vasto pubblico se mescolasse un po' più di carne alla sua spiritualità, ma perderebbe quella luminosità verginale che sgorga da fonti più profonde che non siano quelle del cuore troppo pronto a svelarsi» (Modern American Poets, a cura di L. Untermeyer, New York, 1950, p. 858); e ancora: «Fu tra i primi a sentire la necessità di rompere con gli schemi del passato, e di scoprire un nuovo genere di poesia. I suoi esperimenti hanno cercato di trovare la poesia in simboli di sempre maggiore astrazione e radiosa bellezza spirituale» (The Literature of the American People, a cura di A. H. Quinn, New York, 1951, p. 967).

## Opere principali

### Raccolte di poesie
- Those Not Elect (1925)
- High Falcon and Other Poems (1929)
- Midsummer (1929)
- This Measure (1933)
- Poems: A selection (1954)

### Libri per ragazzi
- A casque for Amadis (1928)
- The tale of Tenjin: or how a much-abused man became a saint (1928)

## Premi e riconoscimenti
- Guggenheim Fellowship: 1928 e 1929[1]
- Premio Bollingen per la poesia: 1954[2]
- National Book Award per la poesia: 1955 finalista con Poems: A Selection[3]
- Shelley Memorial Award: 1955[4]